# Holarrhena pubescens
Espèce
Statut de conservation UICN

 LC  : Préoccupation mineure
Holarrhena pubescens est une espèce de plantes à fleurs dicotylédones de la famille des Apocynaceae, sous-famille des Apocynoideae, originaire des régions tropicales d'Afrique australe et orientale et du Sud et du Sud-Est de l'Asie (sous-continent indien, péninsule indochinoise, Chine). 
Ce sont des arbustes ou petits arbres à feuilles caduques et à latex, pouvant atteindre 18 mètres de haut, aux fleurs blanches à corolle tubulaire, aux fruits secs (follicules) cylindriques, très allongés.
Ces plantes contiennent de nombreux alcaloïdes (plus d'une trentaine), dont le principal est la conessine, isolés principalement de l'écorce. On a isolé également des graines l'antidysentéricine. 
L'espèce a de nombreux usages comme plante médicinale en médecine traditionnelle indienne (Ayurveda), notamment contre la dysenterie amibienne et d'autres troubles gastriques.
La présence de la conessine leur confère une certaine toxicité car elle peut entraîner des troubles neurologiques (vertiges, insomnie, agitation, anxiété et délire).

## Taxinomie

### Synonymes
Selon The Plant List (12 novembre 2020) :
- Chonemorpha antidysenterica (Roth) G.Don
- Chonemorpha pubescens (Wall.) G.Don
- Echites adglutinatus Burm.f.
- Echites pubescens Buch.-Ham.
- Elytropus pubescens (Wall.) Miers
- Holarrhena antidysenterica (Roth) Wall. ex A.DC.
- Holarrhena codaga G.Don
- Holarrhena febrifuga Klotzsch [3]
- Holarrhena glaberrima Markgr.
- Holarrhena macrocarpa (Hassk.) Fern.-Vill.
- Holarrhena perrotii Spire
- Holarrhena tettensis Klotzsch
- Holarrhena villosa Aiton ex Loudon
- Nerium sinense Hunter ex Ridl.
- Physetobasis macrocarpa Hassk.